# Galeotto I Malaspina
Galeotto Malaspina (Fosdinovo, ... – Fosdinovo, 15 marzo 1367) figlio di Azzolino II Malaspina e nipote di Spinetta Malaspina, fu il primo marchese di Fosdinovo.

## Biografia
Galeotto Malaspina era figlio di Azzolino II Malaspina, fratello di Spinetta Malaspina, signore di Fosdinovo (1340-1352) e di Giovanna Cagnoli di Verona. Lo zio, non avendo legittimi eredi, indicò come suoi successori Gabriele, Galeotto e Guglielmo Malaspina, figli di Azzolino. 
Così, quando Spinetta morì nel 1352, il feudo di Fosdinovo passò nelle loro mani e i tre fratelli ottennero il titolo di signori di Fosdinovo, Marciaso, Comano e delle Terre dei Bianchi. 
Nel 1355 il loro titolo cambiò, poiché l'imperatore Carlo IV di Lussemburgo, mentre era in viaggio verso Roma, decise di elevare il feudo di Fosdinovo a Marchesato, investendone come marchesi i suoi signori.
Nel 1359 Gabriele (vescovo di Luni) morì, lasciando feudo e titolo ai due fratelli rimasti, che si divisero le terre. In particolare, a Galeotto spettò il Marchesato di Fosdinovo, cosicché, di fatto, viene considerato il primo Marchese di Fosdinovo, poiché fu il primo a poter regnare su Fosdinovo da marchese ed in modo incontrastato, a partire dal 1361.
Galeotto esercitò l'incarico di giudice a Verona, fu cavaliere e morì nel 1367 a Fosdinovo. Lì ancora giace, nel monumento funebre fatto costruire subito dopo la sua morte e posto nella Chiesa di San Remigio.

## Discendenza
Galeotto I sposò Argentina Grimaldi, nobildonna genovese figlia di Andrea, già vedova del marchese Morello Malaspina di Giovagallo, da cui ebbe:
- Gabriele I Malaspina (...-1390), secondo marchese di Fosdinovo (1367-1390)
- Spinetta II Malaspina (...-1398), cavaliere, duca di Gravina in Puglia e terzo marchese di Fosdinovo (1393-1398)
- Leonardo I Malaspina (...-13 luglio 1403), cavaliere e primo marchese di Castel dell'Aquila (Gragnola) (1393-1403)
- Agnese, sposò Giacomo Bruno.

Galetotto ebbe anche due figli naturali:
- Lucia
- Corradino

## Monumento funebre a Galeotto Malaspina

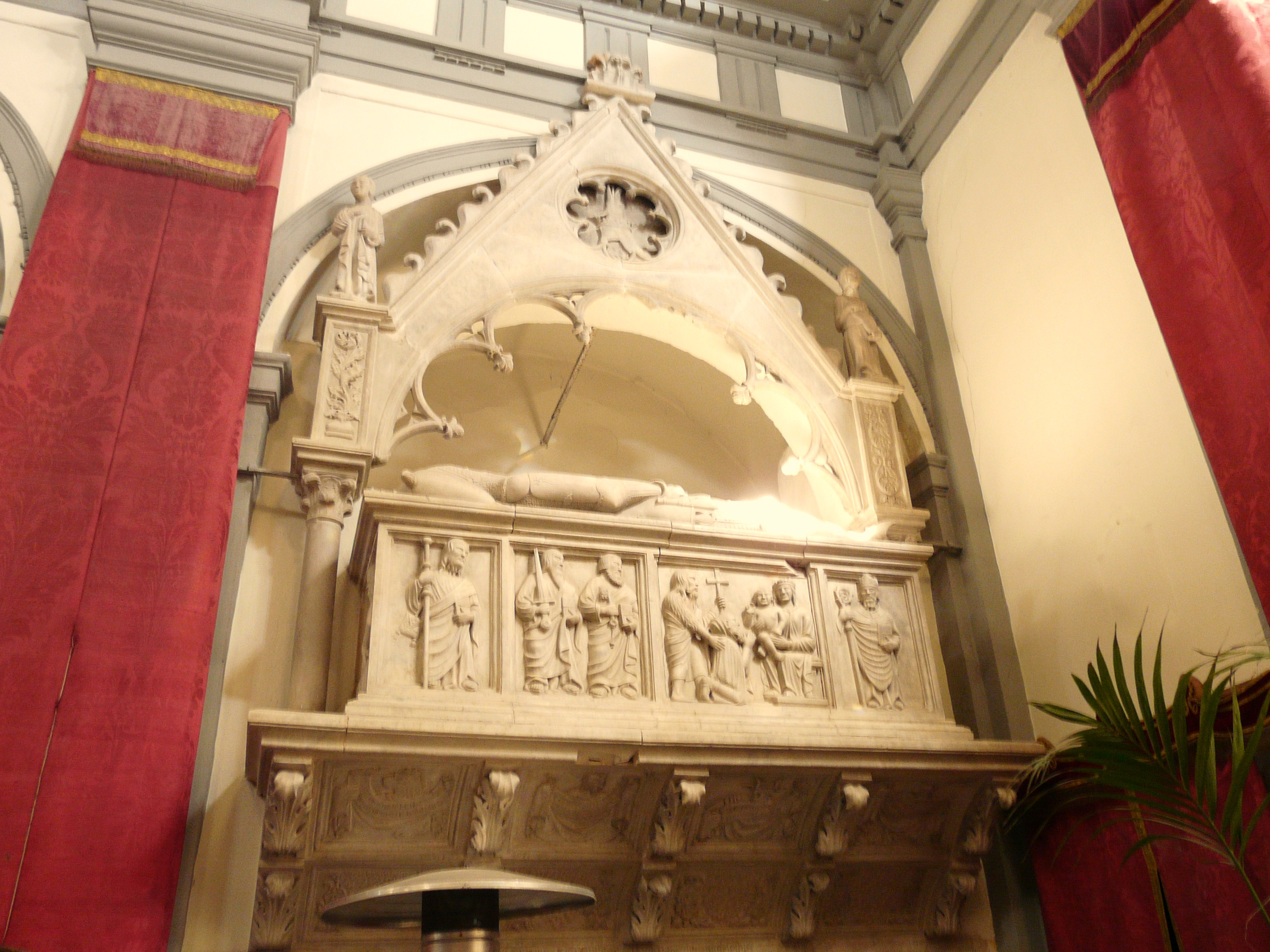
Fosdinovo, Chiesa di San Remigio, Monumento funebre di Galeotto I Malaspina, 1367.

All'interno della Chiesa di San Remigio a Fosdinovo, si trova il monumento funebre marmoreo e trecentesco di Galeotto Malaspina, in cui il defunto, in veste di cavaliere, è scolpito nell'atto dell'investitura alla presenza della Vergine, del Cristo, di san Giovanni Battista, di sant'Antonio e di san Giacomo apostolo, i santi titolari dei principali ordini cavallereschi del Medioevo.